# هيلموت شميد
هيلموت شميد (بالألمانية: Helmut Schmid)‏ (و. 1925 – 1992 م) هو ممثل، من ألمانيا، ولد في نوي اولم، توفي عن عمر يناهز 67 عاماً.

## وصلات خارجية
- هيلموت شميد على موقع IMDb (الإنجليزية)
- هيلموت شميد على موقع مونزينجر (الألمانية)
- هيلموت شميد على موقع ألو سيني (الفرنسية)
- هيلموت شميد على موقع قاعدة بيانات الأفلام السويدية (السويدية)
- هيلموت شميد على موقع قاعدة بيانات الفيلم (الإنجليزية)
- هيلموت شميد على موقع كينوبويسك (الروسية)

هيلموت شميد في قاعدة بيانات الأفلام على الإنترنت